# Pojetaia
Pojetaia изкопаем род ранни двучерупчести мекотели, и е един от двата рода на изчезналото вече семейство Fordillidae. Представители на рода са открити в седименти от ранен до късен камбрий в Северна Америка, Гренландия, Европа, Северна Африка, Азия и Австралия.